# Tricladium splendens
Tricladium splendens är en svampart som beskrevs av Ingold 1942. Tricladium splendens ingår i släktet Tricladium och familjen Helotiaceae.   Inga underarter finns listade i Catalogue of Life.